# 디미트리오스 골레미스
디미트리오스 골레미스(그리스어: Δημήτριος Γολέμης, 1874년 11월 15일 ~ 1941년 1월 9일)는 레프카다에서 태어난 그리스의 육상 선수이다. 그는 아테네에서 열린 1896년 하계 올림픽에 참가했다.
골레미스는 800m에 참가했다. 예선전에서 2위를 기록, 결승에 진출했다. 그는 경기를 치른 3명의 선수 중 꼴찌로 들어왔다.(프랑스의 알뱅 레르뮈지오는 조예선 통과 후 결승참가 포기 통보를 했다.) 골레미스는 꼴찌긴 하지만 3위로 들어와서 동메달을 받았다.(당시 3위에게는 아무것도 주지 않았지만 IOC는 소급적용했다.)
1500m 경기에도 참가했다. 그는 완주를 했으며 순위는 중후반대로 알려져있다. 즉, 정확한 순위는 명확하지 않다.